# دهانم زیبا و چشمانم سبز
دهانم زیبا و چشمانم سبز یکی از داستان‌های کتاب مجموعهٔ «نه داستان» جروم دیوید سلینجر است که در ایران به نام دلتنگی‌های نقاش خیابان چهل و هشتم منتشر شده است.